# Anemone raddeana
Anemone raddeana là một loài thực vật có hoa trong họ Mao lương. Loài này được Regel mô tả khoa học đầu tiên năm 1861.

## Hình ảnh

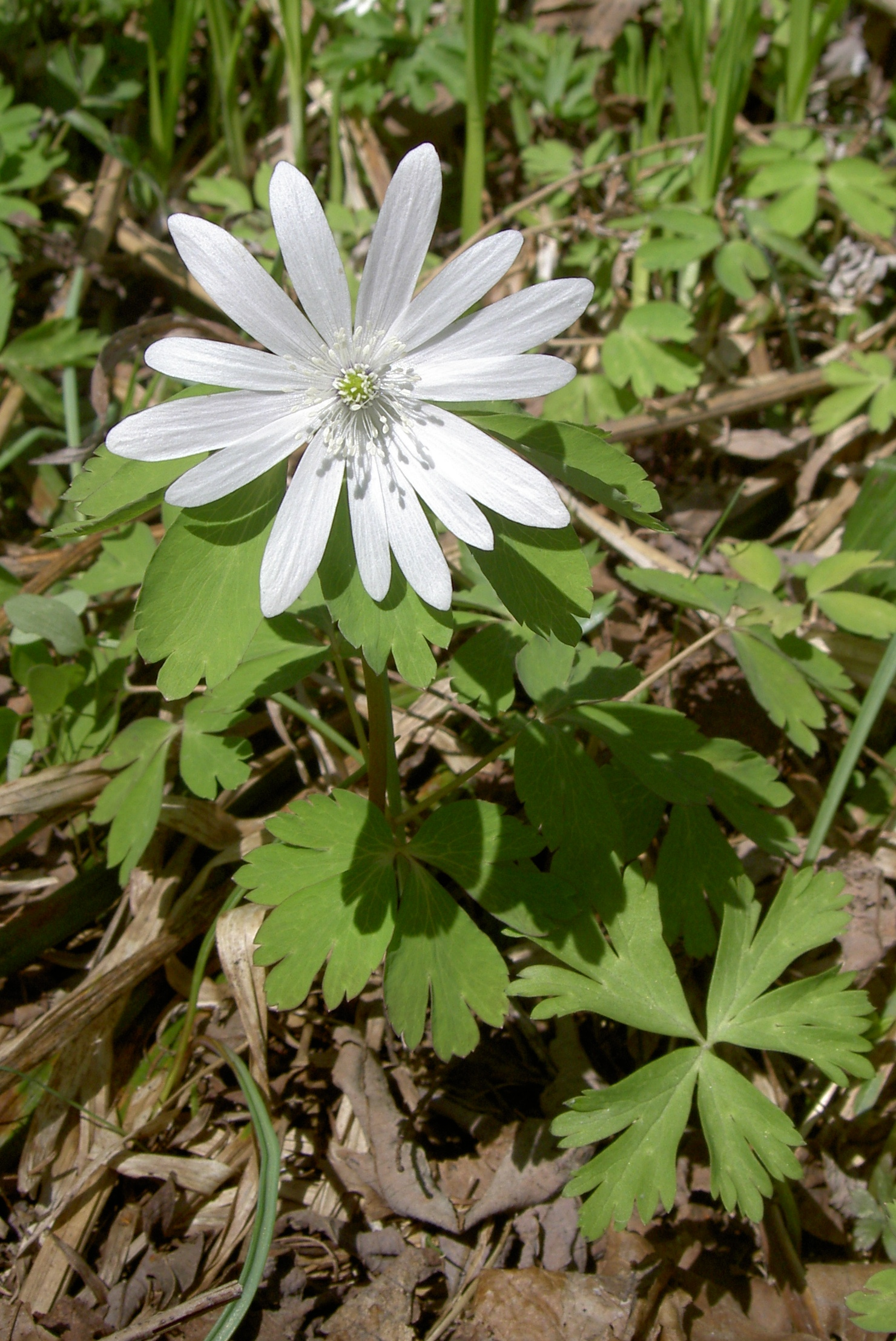
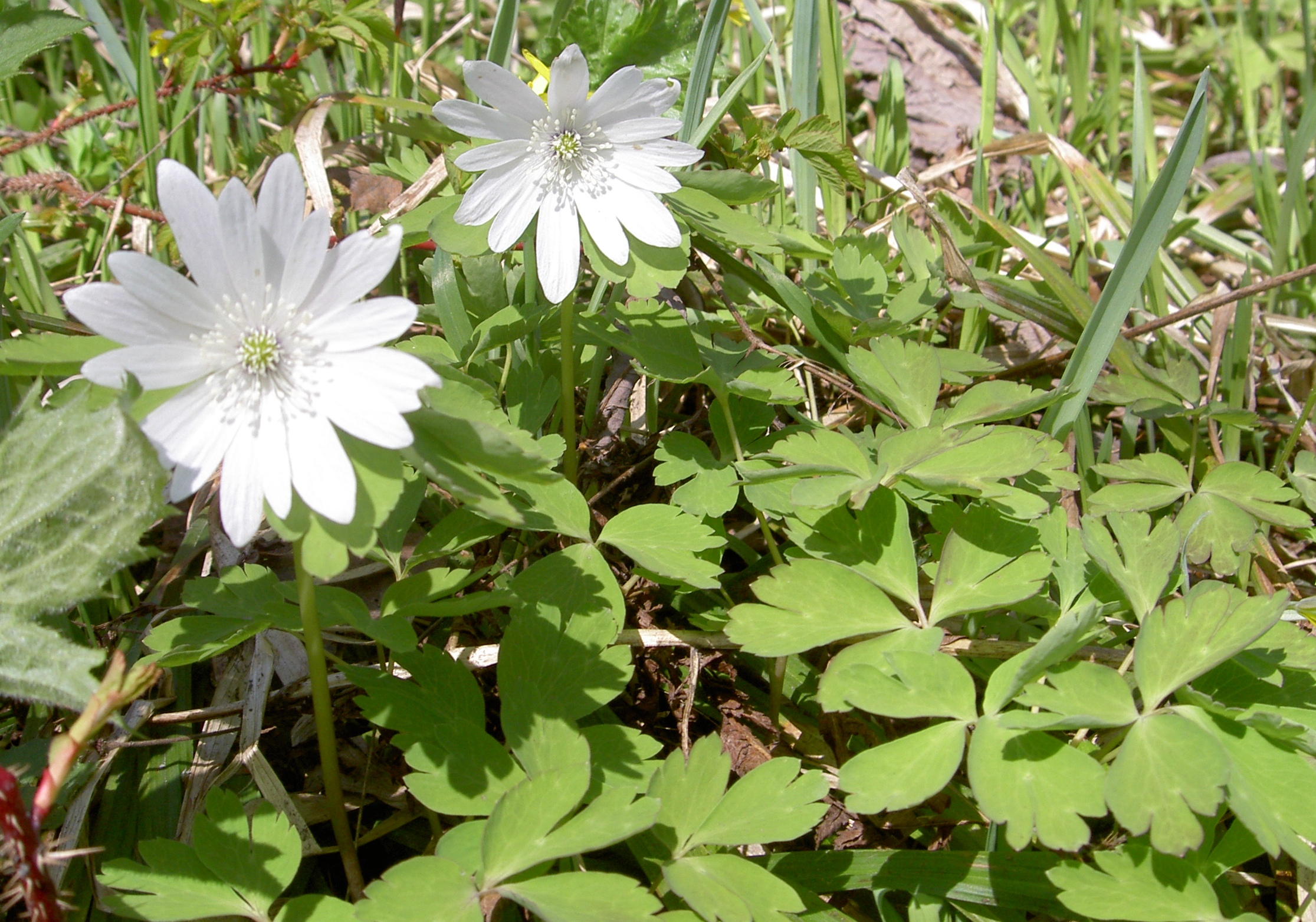
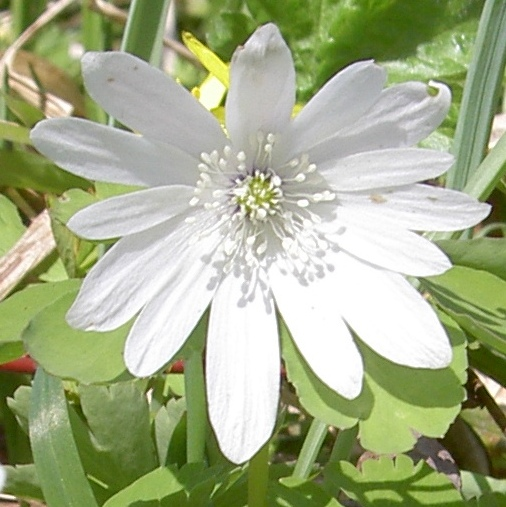
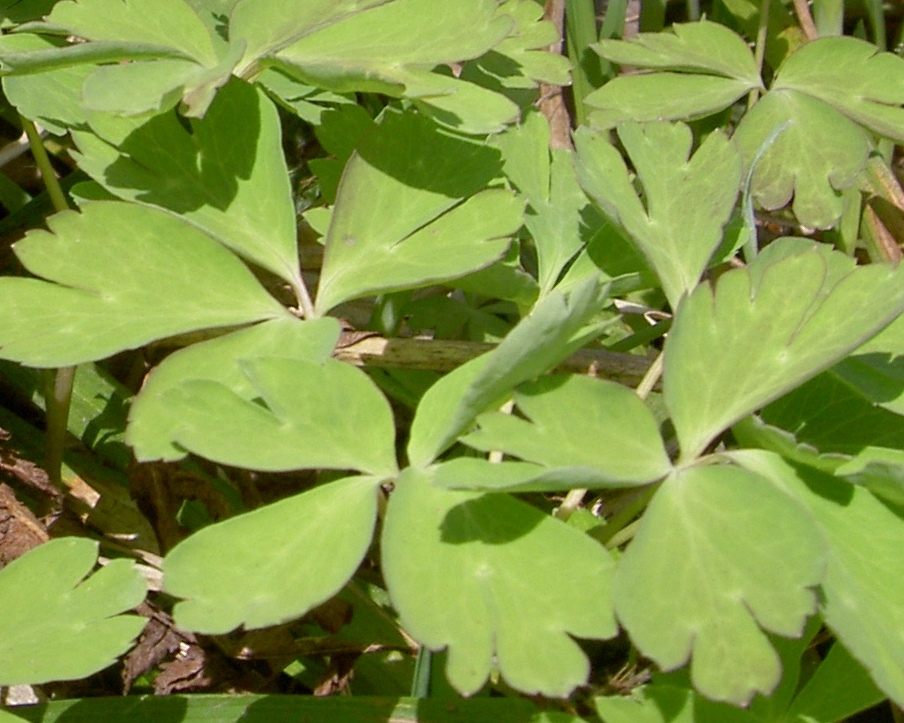